# Filippo Cortesi
Filippo Cortesi (ur. 8 października 1876 w Alia, zm. 1 lutego 1947) – włoski duchowny katolicki, dyplomata watykański, tytularny arcybiskup Syrakuz.

## Życiorys
Święcenia kapłańskie otrzymał 18 grudnia 1899, sakrę biskupią 21 sierpnia 1921. W latach 1926–1936 był nuncjuszem apostolskim w Argentynie. Udzielił święceń biskupich m.in. przyszłym kardynałom: Nicolasowi Fasolino i Antonio Caggiano oraz polskiemu duchownemu Czesławowi Kaczmarkowi.
Od 1936 był nuncjuszem apostolskim w Polsce. Jednocześnie pełnił funkcję dziekana korpusu dyplomatycznego. Pracował w Polsce do wybuchu II wojny światowej w 1939, kiedy został zmuszony do opuszczenia kraju. Wobec braku następcy w okresie powojennym, tytuł nuncjusza zachował do śmierci.